# Oladapo Olufemi
Oladapo Olufemi, född den 5 november 1988 i Nigeria, är en nigeriansk fotbollsspelare. Vid fotbollsturneringen under OS 2008 i Peking deltog han det nigerianska U23-laget som tog silver. 